# Камбанария на „Свети Николай“ в Кожани
Камбанарията на църквата „Свети Николай“ (на гръцки: Καμπαναριό του Αγίου Νικολάου Κοζάνης) е възрожденска постройка в южномакедонския град Кожани, Гърция. Построена в 1855 година, камбанарията служи и като часовникова кула и е символ на Кожани.

## Местоположение
Камбанарията е разположена североизточно от църквата, на площад „Ники“.